# أبلق جبلي
أبلق جبلي (الاسم العلمي: Oenanthe monticola) (بالإنجليزية: Mountain Wheatear)‏ هو نوع من الطيور يتبع جنس الأبلق من فصيلة صائدات الذباب.